# 长沙环境保护职业技术学院
28°07′43″N 113°01′27″E / 28.128652°N 113.024147°E
长沙环境保护职业技术学院（英語：Changsha Environmental Protection  Technology Vocational College）位于湖南省长沙市雨花区，现由中华人民共和国环境保护部和湖南省人民政府共建，是目前中国内地唯一一所专门培养高素质技能型环保一线人才为宗旨的高职学院。

## 校史
1979年，国家环境保护总局令湖南省教育厅建立了长沙环境保护学校。
2002年，学校升格为公办全日制普通高职院校，更名为长沙环境保护职业技术学院。

## 院系
长沙环境保护职业技术学院开设了6个学院，2个部。
- 环境工程学院、环境监测学院、环境资源学院、环境艺术与建筑学院、环境经济与信息学院、马克思主义学院
- 基础课教学部、体育课教学部

## 校园文化

### 校训
团结、勤奋、严谨、求是

### 校风
物我同舟，天人共泰

## 荣誉
全国首批获得ISO9001：2015质量管理体系认证的职业院校。“全国环境教育示范学校”“全国五四红旗团委”“湖南省文明高校”“湖南省普通高校毕业生就业工作一把手工程优秀单位”等荣誉